# Aldona Dutkiewicz
Aldona Dutkiewicz – polska matematyk, doktor habilitowana nauk matematycznych. Specjalizuje się w równaniach różniczkowych i całkowych. Profesor uczelni na Wydziale Matematyki i Informatyki Uniwersytetu im. Adama Mickiewicza w Poznaniu, gdzie pracuje w Zakładzie Analizy Matematycznej. Członek Polskiego Towarzystwa Matematycznego. 

## Życiorys
Stopień doktorski uzyskała w 1998 roku na podstawie rozprawy pt. Twierdzenia o istnieniu rozwiązań równań różniczkowych wyższych rzędów w przestrzeniach Banacha, przygotowanej pod kierunkiem prof. Stanisława Szufli. Habilitowała się w 2014 na podstawie oceny dorobku naukowego i pracy pt. Topologiczne własności zbiorów rozwiązań nieliniowych równań całkowych z jądrem słabo osobliwym oraz równań różniczkowo-całkowych wyższych rzędów. 
Artykuły publikowała w takich czasopismach jak m.in. "Mathematica Slovaca", "Demonstratio Mathematica" oraz "Tatra Mountains Mathematical Publications".